# X-40 (航空機)
ボーイング X-40
ボーイング X-40Aの下降グライドスロープ
- 用途：滑空実験機
- 製造者：ファントムワークス
- 運用者：空軍研究所
- 初飛行：1998年8月11日
- 生産数：1機
- 退役：2001年5月
- 運用状況：退役

X-40はアメリカ合衆国の技術試験機。X-37スペースプレーンの大気圏内試験用のものである。アメリカ航空宇宙局およびアメリカ空軍研究所が試験を行うものであり、ボーイング社が機体の製造を行った。1998年8月より飛行試験開始。製造機数は1機。

## 概要
1996年にX-37スペース・プレーンの開発が決定され、その後まもなく、その大気圏内試験機としてX-40の開発がボーイング社に発注された。X-40の目的は、空力・飛行特性の把握のほか、自律操縦による自動着陸および航法技術の試験、それらに関連するソフトウェアの開発であった。
X-37の80%スケールモデルであるX-40Aの開発は1996年中から開始され、1998年8月11日にホロマン空軍基地においてUH-60ヘリコプターより高度約2,700mから投下された。X-40Aは基地の滑走路に自動着陸し、飛行試験は成功した。その後、X-37と同スケールのX-40Bの開発が行われることとなっていたが、2000年に入り、これはX-37計画に統合されることとなり、X-40Bの開発は中止された。X-40Aの飛行回数は8回、最終飛行日は2001年5月18日。
X-40Aのデザインは、円筒形の胴体に小規模な主翼を低翼配置にしてあるものであり、V字尾翼を有している。無動力・無人機であり、上空から投下試験を行うものとなっている。貨物室を装備せず、耐熱素材なども使われていない。

## 仕様 (X-40A)

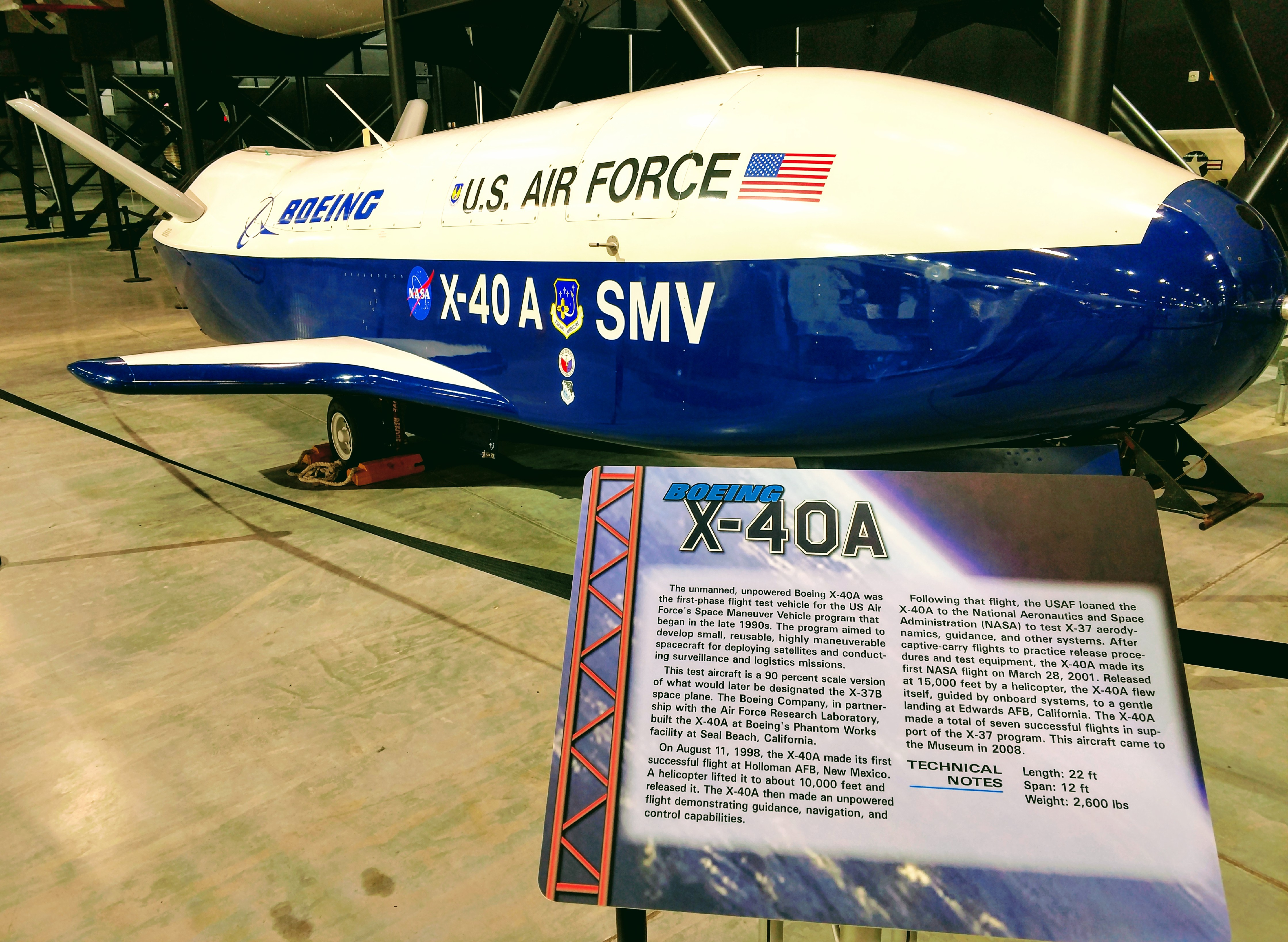
国立アメリカ空軍博物館に展示されているX-40A

### 一般的な特徴
- 全長：6.4メートル (21 ft)
- 全幅：3.4メートル (11 ft)
- 全高：2.29メートル (7.5 ft)
- 空虚重量：2,500ポンド (1,100 kg)
- 有効荷重: 1,200ポンド (540 kg)

### パフォーマンス
- 最大速度：480キロメートル毎時 (300 mph)（滑空のみ）

### アビオニクス
- ハネウェル12チャンネルスペース・インテグレーテッド GPS/INS（英語版）(SIGI)システム